# Eugenia guillotii
Eugenia guillotii är en myrtenväxtart som beskrevs av Bénédict Pierre Georges Hochreutiner. Eugenia guillotii ingår i släktet Eugenia och familjen myrtenväxter. Inga underarter finns listade i Catalogue of Life.